# Soir de noces
Pour plus de détails, voir Fiche technique et Distribution.
Soir de noces (The Wedding Night) est un film américain réalisé par King Vidor, sorti en 1935.

## Synopsis
Le romancier Tony Barrett et sa femme Dora ont un grand train de vie à New York, mais ils ont du mal à payer les factures. Lorsque son éditeur refuse de lui payer une avance sur son prochain roman, Tony déménage avec dans la ferme que sa famille possède dans le Connecticut. Peu après leur arrivée, M. Novak et sa jolie fille Manya leur rendent visite dans le but de leur acheter un terrain pour 5 000 $. Dora profite de cet argent pour retourner à New York, mais Tony décide de rester et d'écrire un nouveau roman en prenant pour modèles de ses personnages les Novak et leurs autres voisins.
Tony va finir par tomber amoureux de Manya et elle commence à ne plus vouloir épouser Fredrik, le jeune homme que son père lui a choisi. Quand Dora rentre de New York car elle s'ennuie de son mari, elle se rend compte des liens qui existent entre Tony et Manya et convainc cette dernière qu'elle ne lui abandonnera pas son mari. Après le mariage de Fredrik et Manya, le jeune homme, jaloux et ivre, veut aller se battre avec Tony. Manya en tentant de les séparer tombe dans les escaliers. Elle décède et Tony se retrouve seul, Dora l'ayant finalement quitté.

## Fiche technique
- Titre original : The Wedding Night
- Titre français : Soir de noces
- Réalisation : King Vidor
- Scénario : Edith Fitzgerald
- Photographie : Gregg Toland
- Direction artistique : Richard Day
- Montage : Stuart Heisler
- Son : Frank Maher
- Costumes : Omar Kiam
- Musique : Alfred Newman
- Producteur : Samuel Goldwyn
- Société de production : Howard Productions
- Société de distribution : United Artists
- Pays d’origine :  États-Unis
- Langue : anglais
- Format : Noir et blanc - 35 mm - 1,37:1 - Son Mono
- Genre : Film dramatique
- Durée : 81 minutes
- Dates de sortie : 
  -  États-Unis : 8 mars 1935
  -  France : 3 mai 1935

## Distribution
- Gary Cooper : Tony Barrett
- Anna Sten : Manya Novak
- Ralph Bellamy : Fredrik
- Helen Vinson : Dora Barrett
- Sig Ruman : M. Novak
- Esther Dale : MMe Kaise Novak
- Leonid Snegoff : Sobieski
- Eleanor Wesselhoeft : MMe Sobieski
- Milla Davenport : la grand-mère
- Agnes Anderson : Helena
- Hilda Vaughn : Hezzie
- Walter Brennan : Bill Jenkins
- Hedi Shope : Anna
- Otto Yamaoka : Taka
- Violet Axelle : Frederika
- Ed Eberle : l'oncle
- Robert Louis Stevenson II : un homme à la noce
- Auguste Tollaire : un homme à la noce
- Dave Wengren : un homme à la noce
- George Magrill : un homme à la noce
- Bernard Siegel : un homme à la noce
- Harry Semels : un homme à la noce
- Mimi Alvarez : une invitée à la noce
- Constance Howard : un invité à la noce
- Jay Eaton : un invité à la noce
- Jay Belasco : un invité à la noce
- Richard Powell : le conducteur de camion
- Douglas Wood : Heywood
- George Meeker : Gilly
- Robert Bolder : le docteur
- Alphonse Martell : le serveur

## Autour du film
- Le cinéma Le Balzac, sur les Champs-Elysées, a été inauguré, en mai 1935, avec cette Wedding Night, dans une salle unique de 640 places, avec balcon.